# The Young Pope
The Young Pope es una serie de televisión italiana creada y dirigida por Paolo Sorrentino para Sky Atlantic, HBO y Canal+, en una coproducción entre las compañías europeas Wildside, Hart et Court TV y Mediapro. La serie está protagonizada por Jude Law, quien representa al papa Pío XIII.
Los primeros dos episodios se estrenaron mundialmente el 3 de septiembre de 2016 en el 73er Festival Internacional de Cine de Venecia. Fue la primera vez en la historia del festival que una serie de televisión formó parte del concurso. En Italia, la serie se estrenó a través de Sky Atlantic el 21 de octubre de 2016. El 20 de octubre de 2016, el productor de Wildside, Lorenzo Mieli, anunció que una segunda temporada estaba en desarrollo, aunque después se reveló ser una serie continuación llamada The New Pope, cuya producción en Italia empezó a finales de 2018.
El 14 de julio de 2017 recibió dos nominaciones para los premios Emmy, convirtiéndose así en la primera serie italiana en ser nominada.

## Sinopsis
Cuenta la historia del ficticio Pío XIII, un papa ultraconservador, que vive recluido en el Vaticano y es remiso a mostrarse en público. 

## Producción
The Young Pope, la primera serie de televisión de Paolo Sorrentino, fue producida por Fausto Brizzi, Lorenzo Mieli y Mario Gianani, junto con la compañía francesa Haut et Court TV y la productora española Mediapro. El proyecto fue financiado por Sky, Canal+ y HBO, que contribuyó con 40 millones de euros, con parte del dinero proviniendo del Fondo Europeo de Desarrollo Regional. La producción de los primeros 10 episodios tomó tres años entre 2014 y 2016.
El guion fue escrito por Sorrentino, Stefano Rulli, Tony Grisoni y Umberto Contarello. El reparto, anunciado entre julio y agosto de 2015, incluye a Jude Law como el papa joven; a Diane Keaton como la hermana Mary, James Cromwell, Silvio Orlando, Javier Cámara, Scott Shepherd y Toni Bertorelli. 
El rodaje de la primera temporada, que duró siete meses, comenzó en agosto de 2015 y se ubicó mayormente en los estudios Cinecittà, donde se recrearon interiores de edificios de la Ciudad del Vaticano como la Capilla Sixtina, la Basílica de San Pedro o la Sala Regia del Palacio Apostólico. Para tomas exteriores y en jardines se utilizaron principalmente las villas Lante, Médici y el Jardín Botánico de Roma (perteneciente a la Universidad de La Sapienza). Algunas tomas fueron hechas en el Palazzo Venezia. Parte del capítulo final fue filmado en la plaza de San Marcos, en Venecia.

## Reparto
- Jude Law como Pío XIII (Lenny Belardo).
- Diane Keaton como sor María.
- Silvio Orlando como el cardenal Voiello.
- Sebastian Roché como el cardenal Michel Marivaux.
- Scott Shepherd como el cardenal Dussolier.
- Cécile de France como Sofía.
- Javier Cámara como el cardenal Gutiérrez.
- Ludivine Sagnier como Esther.
- Toni Bertorelli como el cardenal Caltanissetta.
- James Cromwell como el cardenal Michael Spencer.
- Daniel Vivian como Domen, mayordomo de Pio XIII.
- Ramón García Monteagudo como el cardenal Aguirre.
- Euridice Axen como la presentadora de televisión.